# Xylotoles persimilis
Xylotoles persimilis là một loài bọ cánh cứng trong họ Cerambycidae.